# Obaranje ruke
Obaranje ruke, također poznato i kao "hrvanje rukom", jest pojedinačni sport snage, u kojem se dva protivnika natječu savijenim laktovima postavljenim na stol i čvrsto stisnutim rukama, nastojeći silom spustiti protivnikovu ruku na stol. 
Sport se često koristi ležerno za demonstraciju jače osobe između dvoje ili više ljudi. 
U ranim godinama drugi su se nazivi koristili za opisivanje istog sporta, uključujući okretanje ruku, zakretanje ruku, pretezanje rukama, zakretanje zapešća, okretanje zapešća i hrvanje na zapešću.

## Vanjske poveznice
- Hrvatski savez za obaranje ruke
- [neaktivna poveznica]
- [neaktivna poveznica]
- [neaktivna poveznica]
- Ultimate Arm Wrestling League